# Gerd Rück
Gerd Rück (* 1938 in Tönisheide) ist  ein deutscher Karnevalist und ehemaliger Büttenredner, der als Ne Weltenbummler breite Bekanntheit erreichte.

## Leben
Einem breiten überregionalen Publikum ist er durch sein Engagement im Karneval bekannt geworden. Seit seinem ersten Auftritt in der Bütt der KAJUJA 1958 hat er sich zu einer festen Größe des Rheinischen Karnevals entwickelt. Besonders bekannt wurde es durch seine Darstellung des Weltenbummlers (kölsch „Ne Weltenbummler“). Mit einem bunten, aufgespannten Regenschirm in der Hand, Schiebermütze und Clownsgesicht gehörte er über Jahrzehnte bis 2008 zu den prägenden Gesichtern des Kölner Karnevals. Zudem fungierte er fünf Jahre lang als Präsident der KAJUJA.
Rück war ab 1968 Lehrer an der Schule an Ahornweg in Bergisch Gladbach. Zu seinen Schülern zählten Frank und Norbert Wielpütz. Deren Band „Die Labbese“ entdeckte er 1985 und verschaffte den Gladbachern den Bühneneinstieg im Kölner Karneval. Auch Uwe Kraus und Markus Kierdorf, „Die Flöckchen“, die einen Proberaum in der Grundschule am Ahornweg nutzen, überzeugten Rück. Er wurde deren Förderer und verhalf ihnen ebenfalls zum Durchbruch.
Gerd Rücks Bruder Klaus Rück („Repp“) war lange Jahre Literat beim ältesten Traditionscorps im Kölner Karneval, den Roten Funken. Seine Nichte Eva Rück war Regimentstochter beim Traditionscorps Altstädter Köln 1922. Seine Schwägerin ist die Tochter des legendären Ludwig Sebus.

## Ehrungen
- 1993 Magister linguae et humoris Coloniensis (Meister der kölschen Sprache und des kölschen Humors) des Karnevalsvereins KG Fidele Aujusse Blau-Gold vun 1969 e.V.[5]
- 2012 Grielächer des Jahres (Auszeichnung der Karnevalsgesellschaft Kölsche Grielächer vun 1927 e.V.)[3]
- 2013 Verleihung des „Goldene Kappes“ der KKG Nippeser Bürgerwehr von 1903 e.V.
- 2016 Willy-Millowitsch-Medaille[1]
- 2017 Orden der Närrischen Luftfahrt[2]